# 聖オーラヴ勲章
聖オーラヴ勲章（せいオーラヴくんしょう、ノルウェー語: Sankt Olavs Orden）は、ノルウェーの勲章。

## 沿革
ノルウェー・スウェーデン国王オスカル1世によって、1847年8月21日、ノルウェー独自の勲章として創始された。名称は聖王とされるノルウェー王オーラヴ2世からとられた。
1905年にスウェーデンとの同君連合が解消される直前の1904年、スウェーデン王オスカル2世によって、ノルウェー・ライオン勲章が創始されたが、ノルウェー王ホーコン7世はこれを継承しなかった。そのため、聖オーラヴ勲章がノルウェー唯一の騎士団勲章となった。

## 対象、手続
騎士団の主権者はノルウェー国王である。国家と人類のための顕著な功績のあった個人に贈られる。1985年以降は、外国の国家元首や王室に儀礼として贈られるもののほかは、ノルウェー国民に限って授与されている。
国王が、騎士団長官、次官、宮内庁長官ほか3名の合計6名で構成される委員会の答申に基づいて授与する。宮内庁長官が委員を指名し、国王がこれを承認する。授与候補者は県知事から委員会に上申される。

## 等級
勲章は、五つの等級に分かれており、文民、軍人の功績のいずれにも授与される。
- 大十字章 (Storkors)
国家元首に儀礼として贈られる。まれに、功績に対して個人に授与される。頸飾が付されるのは、特別階級の場合である。頸飾（鎖）を着ける場合、その上から正章を着け、左胸に星章を着ける。
頸飾を着けない場合、正章は、右肩から左下にかけて巻く大綬（サッシュ）に着ける[1]。
- 有星司令官章 (Kommandør med stjerne)
首に下げる中綬（ネックレット）に正章を着け、左胸に星章を着ける。
- 司令官章 (Kommandør)
首に下げる中綬に正章を着ける[1]。
- 第1級騎士章 (Ridder av 1. klasse)
左胸の小綬（リボン）に正章を着ける[1]。
- 騎士章 (Ridder)
左胸の小綬（リボン）に正章を着ける[1]。

記章は、高位の等級を受章した場合、または死亡の時に返還することとなっている。創始以来、約1万9500件の授与がされている。

## 記章

頸飾（1906年以降）。

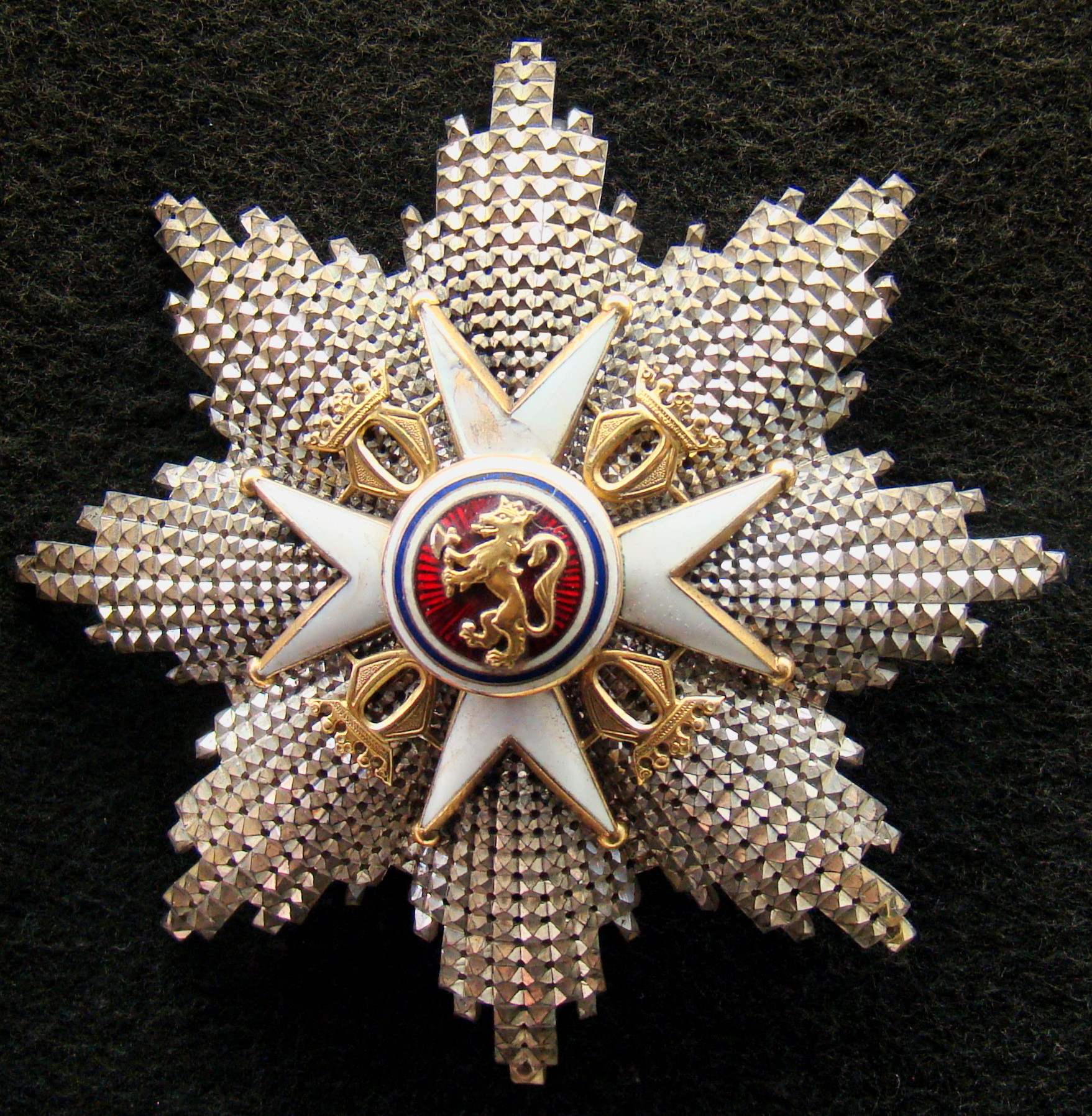
大十字章の星章。

頸飾は、金製で、5つのOの王冠付きモノグラム（創始者オスカル1世の頭文字）、5つの王冠付きノルウェー国章、10の十字（それぞれ、銀の刃と金の柄から成る2本の斧で守られている）が飾られている。
正章（バッジ）は、白色エナメル加工のマルタ十字で、金製である。十字の腕の間には、Oの王冠付きモノグラムがあしらわれている。表面中央のディスク部分は、赤地に、斧を抱いた金のライオンが描かれている。ディスク裏面には、オラーヴ聖王のモットーである「正義と真実 (Ret og Sandhed」の文字がノルウェー語で記されている。両面とも、白・青・白の輪で囲まれている。十字の上には、王冠が載せられている。軍人の場合、王冠の下に、青色エナメル加工の交差した剣が配される。
大十字章の星章は、八芒星の上に、正章の表面（ただし上部の王冠はない）と同じものが載っている。
正章は、リボンに結ばれている。リボンは、赤地で、縁に白・青・白のストライプが入っている。
| リボンの柄       | リボンの柄 | リボンの柄   | リボンの柄 | リボンの柄  | リボンの柄 |
| ---------------- | ---------- | ------------ | ---------- | ----------- | ---------- |
| 頸飾付き大十字章 | 大十字章   | 有星司令官章 | 司令官章   | 第1級騎士章 | 騎士章     |

極めて例外的だが、ダイヤモンド入り記章が授与されることがある。この場合、正章の中央ディスクの白・青・白のリングの代わりに、ダイヤモンドがリング状に埋め込まれる。

## 序列
聖オラーヴ勲章は、文民に対してノルウェーで授与される勲章（デコレーション）の中では最高位である。軍人に対しては、戦争十字章に次ぐ。
ノルウェー王室で用いられる序列によれば、胸飾付き大十字章受章者は15位、大十字章受章者は16位となっている。